# Frayssinet-le-Gélat
Pour les articles homonymes, voir Frayssinet.
Frayssinet-le-Gélat est une commune française, située dans l'ouest du département du Lot, en région Occitanie.
Elle est également dans la Bouriane, une région naturelle sablonneuse et collinaire couverte de forêt avec comme essence principale des châtaigniers.
Exposée à un climat océanique altéré, elle est drainée par la Thèze, le ruisseau de Frayssinet et par divers autres petits cours d'eau.
Frayssinet-le-Gélat est une commune rurale qui compte 375 habitants en 2022, après avoir connu un pic de population de 1 433 habitants en 1836.  Ses habitants sont appelés les Frayssinetois ou  Frayssinetoises.

## Géographie
Commune située dans le Quercy en Bouriane sur la vallée de la Thèze et sur l'ancienne route nationale 660 entre Fumel et Gourdon, à 32 km au nord-ouest de Cahors.

### Communes limitrophes
Frayssinet-le-Gélat est limitrophe de sept autres communes, dont deux dans le département de la Dordogne.
| Villefranche-du-Périgord (Dordogne) | Saint-Caprais       | Montcléra |
| Loubejac (Dordogne)                 | Frayssinet-le-Gélat | Goujounac |
| Cassagnes                           |                     | Pomarède  |

### Climat
Pour des articles plus généraux, voir Climat de l'Occitanie et Climat du Lot.
En 2010, le climat de la commune est de type climat océanique altéré, selon une étude s'appuyant sur une série de données couvrant la période 1971-2000. En 2020, Météo-France publie une typologie des climats de la France métropolitaine dans laquelle la commune est toujours exposée à un climat océanique altéré et est dans la région climatique Aquitaine, Gascogne, caractérisée par une pluviométrie abondante au printemps, modérée en automne, un faible ensoleillement au printemps, un été chaud (19,5 °C), des vents faibles, des brouillards fréquents en automne et en hiver et des orages fréquents en été (15 à 20 jours).
Pour la période 1971-2000, la température annuelle moyenne est de 12,5 °C, avec une amplitude thermique annuelle de 15,5 °C. Le cumul annuel moyen de précipitations est de 884 mm, avec 11,4 jours de précipitations en janvier et 6,5 jours en juillet. Pour la période 1991-2020, la température moyenne annuelle observée sur la station météorologique la plus proche, située sur la commune d'Anglars-Juillac à 11 km à vol d'oiseau, est de 13,5 °C et le cumul annuel moyen de précipitations est de 822,6 mm,. Pour l'avenir, les paramètres climatiques de la commune estimés pour 2050 selon différents scénarios d’émission de gaz à effet de serre sont consultables sur un site dédié publié par Météo-France en novembre 2022.

### Milieux naturels et biodiversité
Aucun espace naturel présentant un intérêt patrimonial n'est recensé sur la commune dans l'inventaire national du patrimoine naturel,,.

## Urbanisme

### Typologie
Au 1er janvier 2024, Frayssinet-le-Gélat est catégorisée commune rurale à habitat très dispersé, selon la nouvelle grille communale de densité à sept niveaux définie par l'Insee en 2022.
Elle est située hors unité urbaine et hors attraction des villes,.

### Occupation des sols
L'occupation des sols de la commune, telle qu'elle ressort de la base de données européenne d’occupation biophysique des sols Corine Land Cover (CLC), est marquée par l'importance des forêts et milieux semi-naturels (71,4 % en 2018), une proportion identique à celle de 1990 (71,4 %). La répartition détaillée en 2018 est la suivante : 
forêts (71,4 %), zones agricoles hétérogènes (23,4 %), prairies (2,9 %), zones urbanisées (1,2 %), terres arables (1,1 %). L'évolution de l’occupation des sols de la commune et de ses infrastructures peut être observée sur les différentes représentations cartographiques du territoire : la carte de Cassini (XVIIIe siècle), la carte d'état-major (1820-1866) et les cartes ou photos aériennes de l'IGN pour la période actuelle (1950 à aujourd'hui).

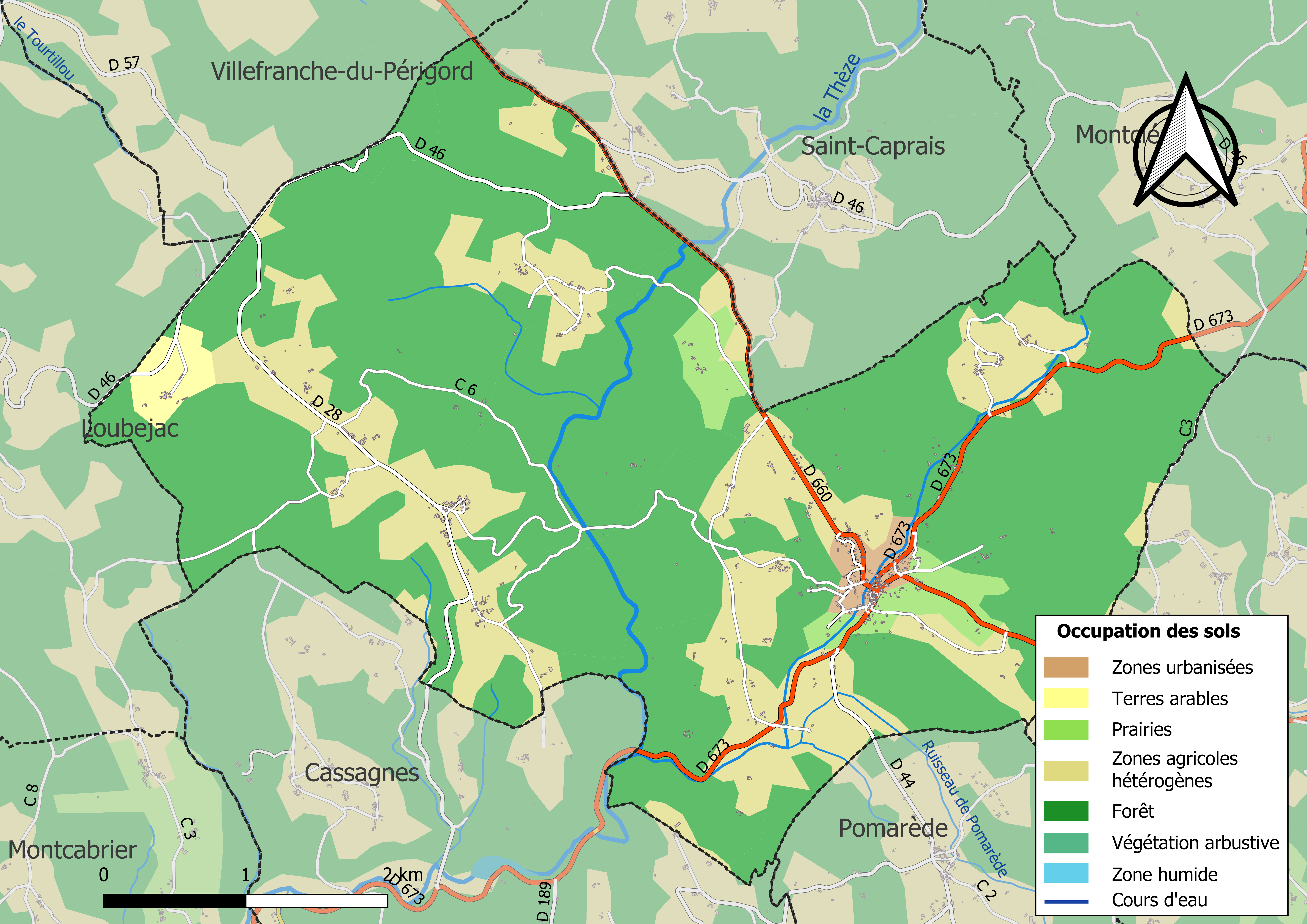
Carte des infrastructures et de l'occupation des sols de la commune en 2018 (CLC).

### Risques majeurs
Le territoire de la commune de Frayssinet-le-Gélat est vulnérable à différents aléas naturels : météorologiques (tempête, orage, neige, grand froid, canicule ou sécheresse), inondations, feux de forêts, mouvements de terrains et séisme (sismicité très faible). Un site publié par le BRGM permet d'évaluer simplement et rapidement les risques d'un bien localisé soit par son adresse soit par le numéro de sa parcelle.
Certaines parties du territoire communal sont susceptibles d’être affectées par le risque d’inondation par débordement de cours d'eau, notamment la Thèze. La cartographie des zones inondables en ex-Midi-Pyrénées réalisée dans le cadre du XIe Contrat de plan État-région, visant à informer les citoyens et les décideurs sur le risque d’inondation, est accessible sur le site de la DREAL Occitanie. La commune a été reconnue en état de catastrophe naturelle au titre des dommages causés par les inondations et coulées de boue survenues en 1982, 1992, 1993 et 1999,.
Frayssinet-le-Gélat est exposée au risque de feu de forêt. Un plan départemental de protection des forêts contre les incendies a été approuvé par arrêté préfectoral le 30 novembre 2015 pour la période 2015-2025. Les propriétaires doivent ainsi couper les broussailles, les arbustes et les branches basses sur une profondeur de 50 mètres, aux abords des constructions, chantiers, travaux et installations de toute nature, situées à moins de 200 mètres de terrains en nature
de bois, forêts, plantations, reboisements, landes ou friches. Le brûlage des déchets issus de l’entretien des parcs et jardins des ménages et des collectivités est interdit. L’écobuage est également interdit, ainsi que les feux de type méchouis et barbecues, à l’exception de ceux prévus dans des installations fixes (non situées sous couvert d'arbres) constituant une dépendance d'habitation.

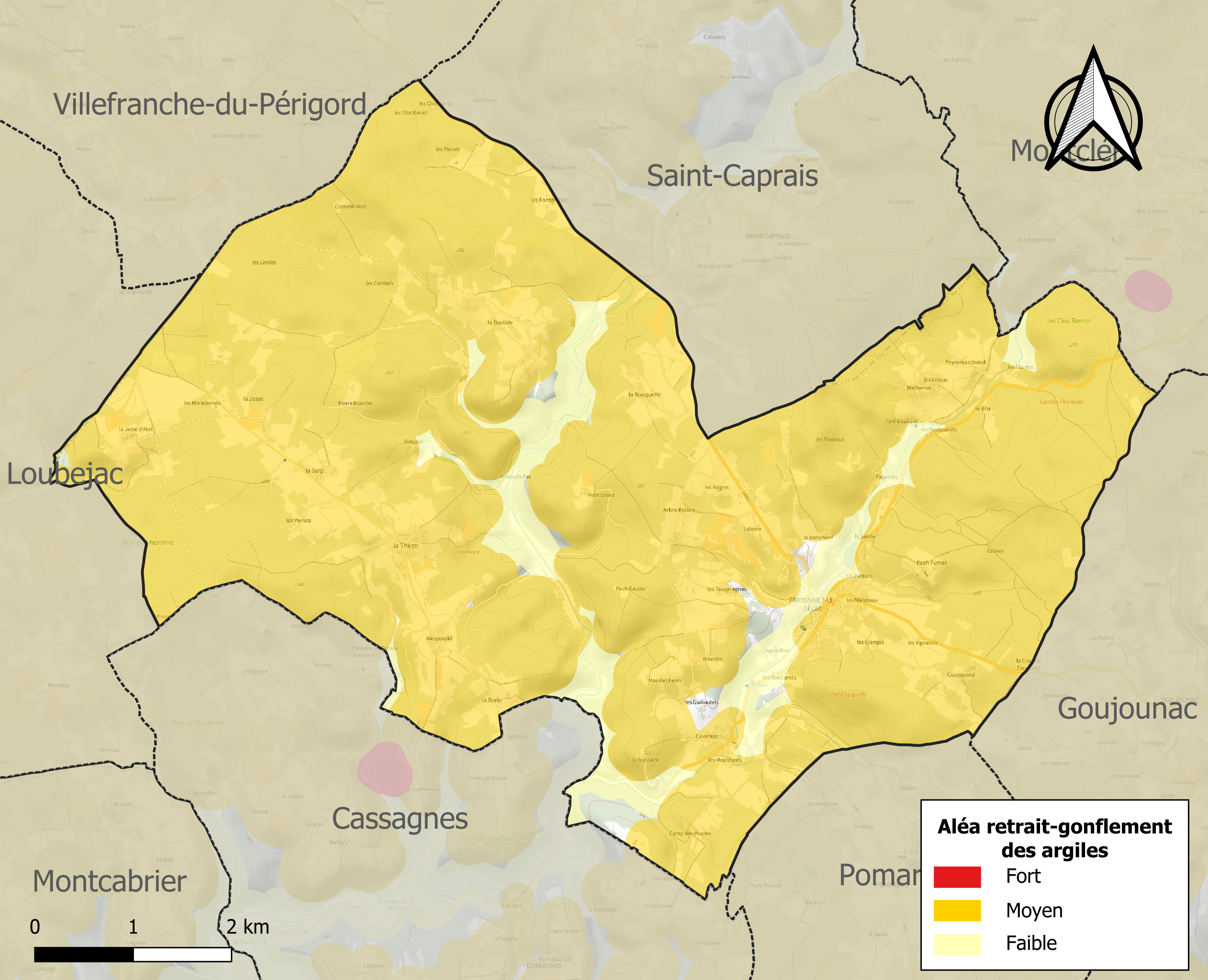
Carte des zones d'aléa retrait-gonflement des sols argileux de Frayssinet-le-Gélat.

Les mouvements de terrains susceptibles de se produire sur la commune sont des éboulements, chutes de pierres et de blocs, des glissements de terrain et des tassements différentiels.
Le retrait-gonflement des sols argileux est susceptible d'engendrer des dommages importants aux bâtiments en cas d’alternance de périodes de sécheresse et de pluie. 91,5 % de la superficie communale est en aléa moyen ou fort (67,7 % au niveau départemental et 48,5 % au niveau national). Sur les 317 bâtiments dénombrés sur la commune en 2019, 256 sont en aléa moyen ou fort, soit 81 %, à comparer aux 72 % au niveau départemental et 54 % au niveau national. Une cartographie de l'exposition du territoire national au retrait gonflement des sols argileux est disponible sur le site du BRGM,.
Par ailleurs, afin de mieux appréhender le risque d’affaissement de terrain, l'inventaire national des cavités souterraines permet de localiser celles situées sur la commune.
Concernant les mouvements de terrains, la commune a été reconnue en état de catastrophe naturelle au titre des dommages causés par des mouvements de terrain en 1999.

## Toponymie
Le toponyme Frayssinet est basé sur le nom collectif fraxinu qui désigne un bois de frêne et du suffixe collectif -etum. Le-Gélat, en occitan lo-gelat, désigne celui qui est froid, gelé.

## Histoire
Le 21 mai 1944, la 2e division SS Das Reich - qui allait perpétrer les tueries de Tulle (voir Massacre de Tulle) et d'Oradour-sur-Glane - investit le village de Frayssinet-le-Gélat soupçonné d’abriter un important groupe de résistance. Trois femmes sont pendues, une autre abattue d'un coup de revolver et onze hommes fusillés. D'autres rafles et épisodes sanglants ont lieu à Lacapelle-Biron, Dévillac, Vergt-de-Biron, Salles, Fumel, Monsempron-Libos, Montagnac-sur-Lède, le même jour.
Un monument à la gloire des victimes de la barbarie nazie a été érigé sur la place du village le 19 mai 1946.

## Politique et administration
| Période                                  | Période   | Identité                        | Étiquette | Qualité |
| ---------------------------------------- | --------- | ------------------------------- | --------- | ------- |
| Les données manquantes sont à compléter. |           |                                 |           |         |
| 1793                                     | 1795      | Jean Jacques Momeja             |           |         |
| 1795                                     | 1798      | Guillaume Mercie                |           |         |
| 1798                                     | 1800      | Guillaume Bonafous              |           |         |
| 1801                                     | 1806      | Pierre Amouroux                 |           |         |
| 1806                                     | 1826      | Jean Joseph Delors              |           |         |
| 1826                                     | 1830      | Louis La Sudrie (de)            |           |         |
| 1830                                     | 1852      | Jean François Xavier Lasbouygue |           |         |
| 1852                                     | 1857      | Louis La Sudrie (de)            |           |         |
| 1857                                     | 1871      | Michel Calixte Delcros          |           |         |
| 1871                                     | 1899      | Jean Saint Roch Veissy          |           | Notaire |
| 1899                                     | 1903      | Éloi Beral                      |           |         |
|                                          |           |                                 |           |         |
| avant 1981                               | ?         | Raymond Fontanet                |           |         |
|                                          |           |                                 |           |         |
| mars 2001                                | mars 2014 | Christian Laville               |           |         |
| mars 2014                                | mai 2020  | Jean-François Guitou            |           |         |
| mai 2020                                 | En cours  | Nadège Gomez                    |           |         |

## Démographie
L'évolution du nombre d'habitants est connue à travers les recensements de la population effectués dans la commune depuis 1793. Pour les communes de moins de 10 000 habitants, une enquête de recensement portant sur toute la population est réalisée tous les cinq ans, les populations de référence des années intermédiaires étant quant à elles estimées par interpolation ou extrapolation. Pour la commune, le premier recensement exhaustif entrant dans le cadre du nouveau dispositif a été réalisé en 2006.

En 2022, la commune comptait 375 habitants, en évolution de +5,63 % par rapport à 2016 (Lot : +1,31 %, France hors Mayotte : +2,11 %).
| 1793 | 1800  | 1806  | 1821  | 1831  | 1836  | 1841  | 1846  | 1851  |
| ---- | ----- | ----- | ----- | ----- | ----- | ----- | ----- | ----- |
| 858  | 1 188 | 1 193 | 1 174 | 1 382 | 1 433 | 1 368 | 1 367 | 1 067 |

| 1856  | 1861  | 1866  | 1872  | 1876 | 1881 | 1886 | 1891 | 1896 |
| ----- | ----- | ----- | ----- | ---- | ---- | ---- | ---- | ---- |
| 1 023 | 1 047 | 1 003 | 1 049 | 960  | 940  | 904  | 902  | 808  |

| 1901 | 1906 | 1911 | 1921 | 1926 | 1931 | 1936 | 1946 | 1954 |
| ---- | ---- | ---- | ---- | ---- | ---- | ---- | ---- | ---- |
| 810  | 723  | 677  | 601  | 610  | 573  | 550  | 502  | 460  |

| 1962 | 1968 | 1975 | 1982 | 1990 | 1999 | 2006 | 2011 | 2016 |
| ---- | ---- | ---- | ---- | ---- | ---- | ---- | ---- | ---- |
| 424  | 447  | 369  | 355  | 412  | 385  | 400  | 369  | 355  |

| 2021 | 2022 | - | - | - | - | - | - | - |
| ---- | ---- | - | - | - | - | - | - | - |
| 370  | 375  | - | - | - | - | - | - | - |

## Économie

### Revenus
En 2018, la commune compte 176 ménages fiscaux, regroupant 352 personnes. La médiane du revenu disponible par unité de consommation est de 19 490 € (20 740 € dans le département).

### Emploi
|                | 2008  | 2013  | 2018   |
| -------------- | ----- | ----- | ------ |
| Commune        | 8,9 % | 7,9 % | 13,3 % |
| Département    | 7,3 % | 8,9 % | 9,6 %  |
| France entière | 8,3 % | 10 %  | 10 %   |

En 2018, la population âgée de 15 à 64 ans s'élève à 198 personnes, parmi lesquelles on compte 69,9 % d'actifs (56,7 % ayant un emploi et 13,3 % de chômeurs) et 30,1 % d'inactifs,. Depuis 2008, le taux de chômage communal (au sens du recensement) des 15-64 ans est supérieur à celui de la France et du département.
La commune est hors attraction des villes,. Elle compte 63 emplois en 2018, contre 74 en 2013 et 71 en 2008. Le nombre d'actifs ayant un emploi résidant dans la commune est de 114, soit un indicateur de concentration d'emploi de 55,4 % et un taux d'activité parmi les 15 ans ou plus de 44 %.
Sur ces 114 actifs de 15 ans ou plus ayant un emploi, 43 travaillent dans la commune, soit 37 % des habitants. Pour se rendre au travail, 82,3 % des habitants utilisent un véhicule personnel ou de fonction à quatre roues, 0,9 % les transports en commun, 2,7 % s'y rendent en deux-roues, à vélo ou à pied et 14,2 % n'ont pas besoin de transport (travail au domicile).

### Activités hors agriculture
30 établissements sont implantés  à Frayssinet-le-Gélat au 31 décembre 2019.
Le secteur du commerce de gros et de détail, des transports, de l'hébergement et de la restauration est prépondérant sur la commune puisqu'il représente 46,7 % du nombre total d'établissements de la commune (14 sur les 30 entreprises implantées  à Frayssinet-le-Gélat), contre 29,9 % au niveau départemental.

### Agriculture
|               | 1988 | 2000 | 2010 | 2020 |
| ------------- | ---- | ---- | ---- | ---- |
| Exploitations | 34   | 27   | 24   | 9    |
| SAU (ha)      | 504  | 403  | 335  | 284  |

La commune est dans la « Bourianne », une petite région agricole occupant une partiede l'ouest du territoire du département du Lot. En 2020, l'orientation technico-économique de l'agriculture  sur la commune est l'élevage bovin, orientation mixte lait et viande. Neuf exploitations agricoles ayant leur siège dans la commune sont dénombrées lors du recensement agricole de 2020 (34 en 1988). La superficie agricole utilisée est de 284 ha,,.

## Culture locale et patrimoine

### Lieux et monuments
- Prieuré de Bourdes.
- Église Sainte-Radegonde de Frayssinet-le-Gélat dont le porche traverse une haute tour ronde qui sert de beffroi. Son abside est romane. Reliques de saint Loup[31]. L'édifice est référencé dans la base Mérimée et à l'Inventaire général Région Occitanie[32]. Plusieurs objets sont référencés dans la base Palissy[32].
- Grottes de Combe-Nègre comprenant deux galeries (Combe-Nègre 1 et Combe-Nègre 2) ; des peintures, constituées de signes ponctués noirs, d'une main négative et des profils de deux herbivores, peuvent être rattachées à la phase archaïque des grottes ornées quercynoises appartenant au Gravettien ou, au plus tard, au Solutréen, qui ont été découvertes fortuitement en mars 2001 par trois spéléologues, C. Momméja, J.L. Huvier et Jo Magdelaine[33],[34],[35]. Les grottes ont été inscrites au titre des monuments historiques en 2010[36].
- Plan d'eau du Moulin bas.
- Château de Bargade[37].

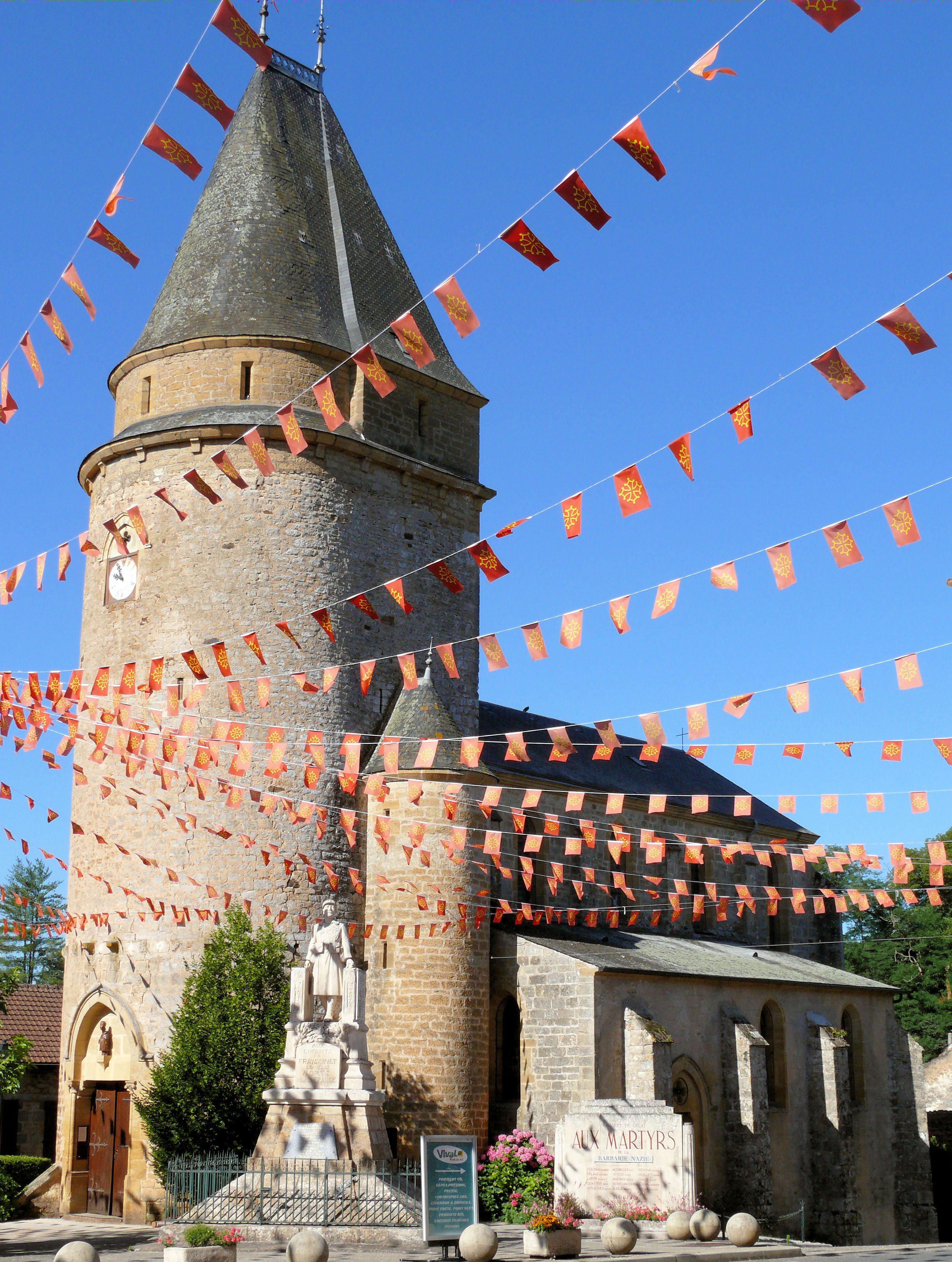
L'église Sainte-Radegonde.
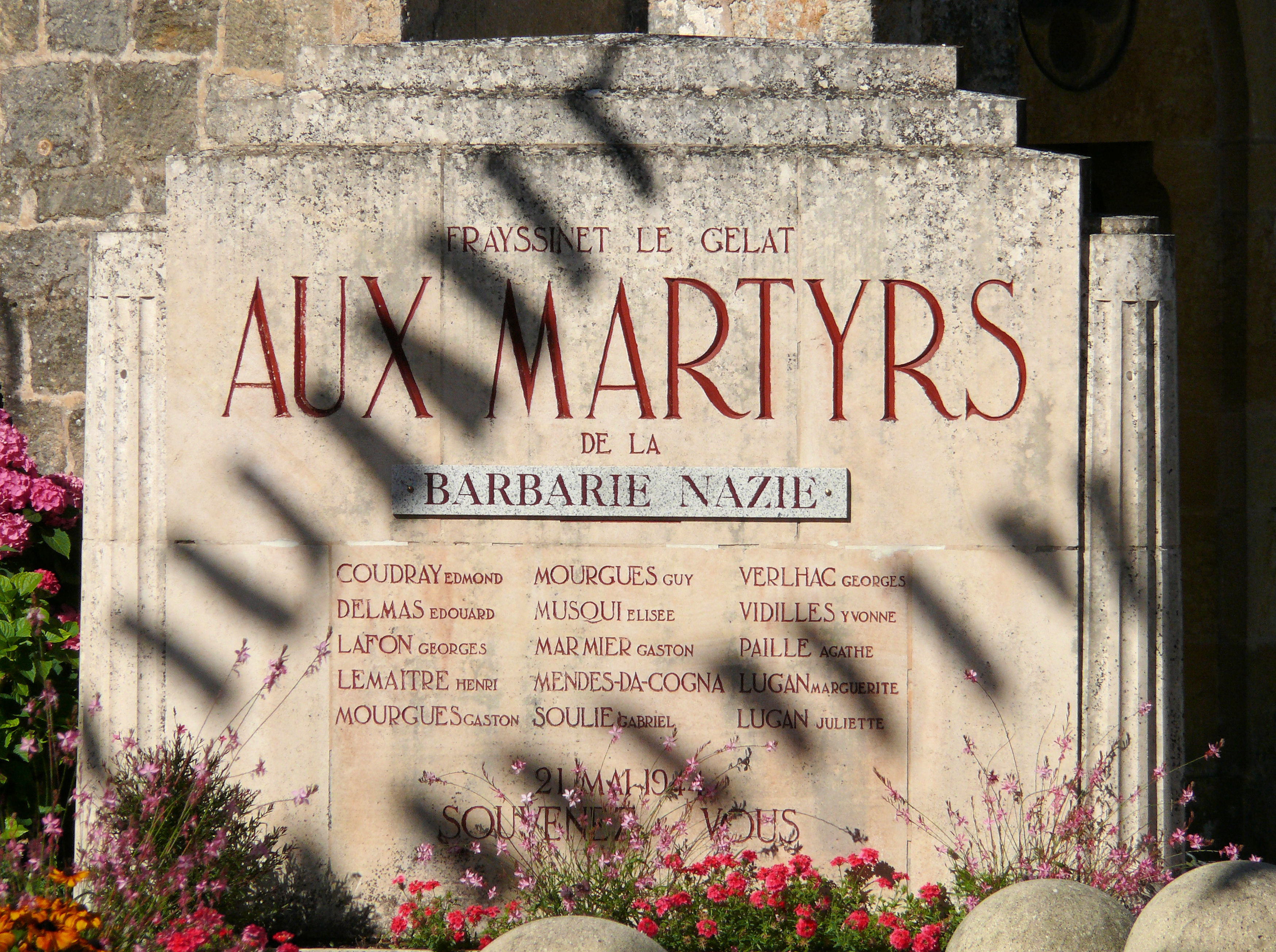
Le monument aux morts après correction.

### ersonnalités liées à la commune
- Paul Delord (1808-1883) homme politique né à Frayssinet-le-Gelat
- Maurice Bouignol (1891-1918), poète, son nom est inscrit au Panthéon parmi les 560 écrivains morts pour la France. Il est enterré au cimetière de Frayssinet-le-Gélat, commune de naissance de sa mère.

### Héraldique
| Blason | Blasonnement : De gueules au sautoir d’argent chargé de neuf mouchetures d’hermine de sable à plomb. |